# Pierre-Jean-Joseph Plon
Pierre-Jean-Joseph Plon est un imprimeur et graveur, né à Mons le 29 décembre 1716 et décédé à Nivelles le 17 novembre 1785.
Il était le sixième enfant de l'arpenteur Jacques-Joseph et de Marie-Elisabeth Berger ; il est le premier de cette famille
qui posséda un établissement typographique ; ses descendants ont fondé et fait prospérer à Paris, dans le cours du XIXe siècle, une maison d'imprimerie de première importance qui existe toujours au XXIe siècle (Plon). 

Pierre avait fait son apprentissage chez Mathieu Wilmet à Mons et chez Henry à Lille. Il fut imprimeur-libraire de 1742 à 1746 à Ath, puis de cette dernière date à 1778 à Mons. Des revers de fortune à la suite d'une grave maladie  l'obligèrent à abandonner sa profession pour se retirer à Nivelles près de son fils. Pierre Pion gravait lui-même sur bois les dessins et les fleurons qui ornaient ses publications. On a relevé une liste de quarante-deux impressions sorties de ses
presses, dont une seule faite à Ath.